# Barrio París-Londres

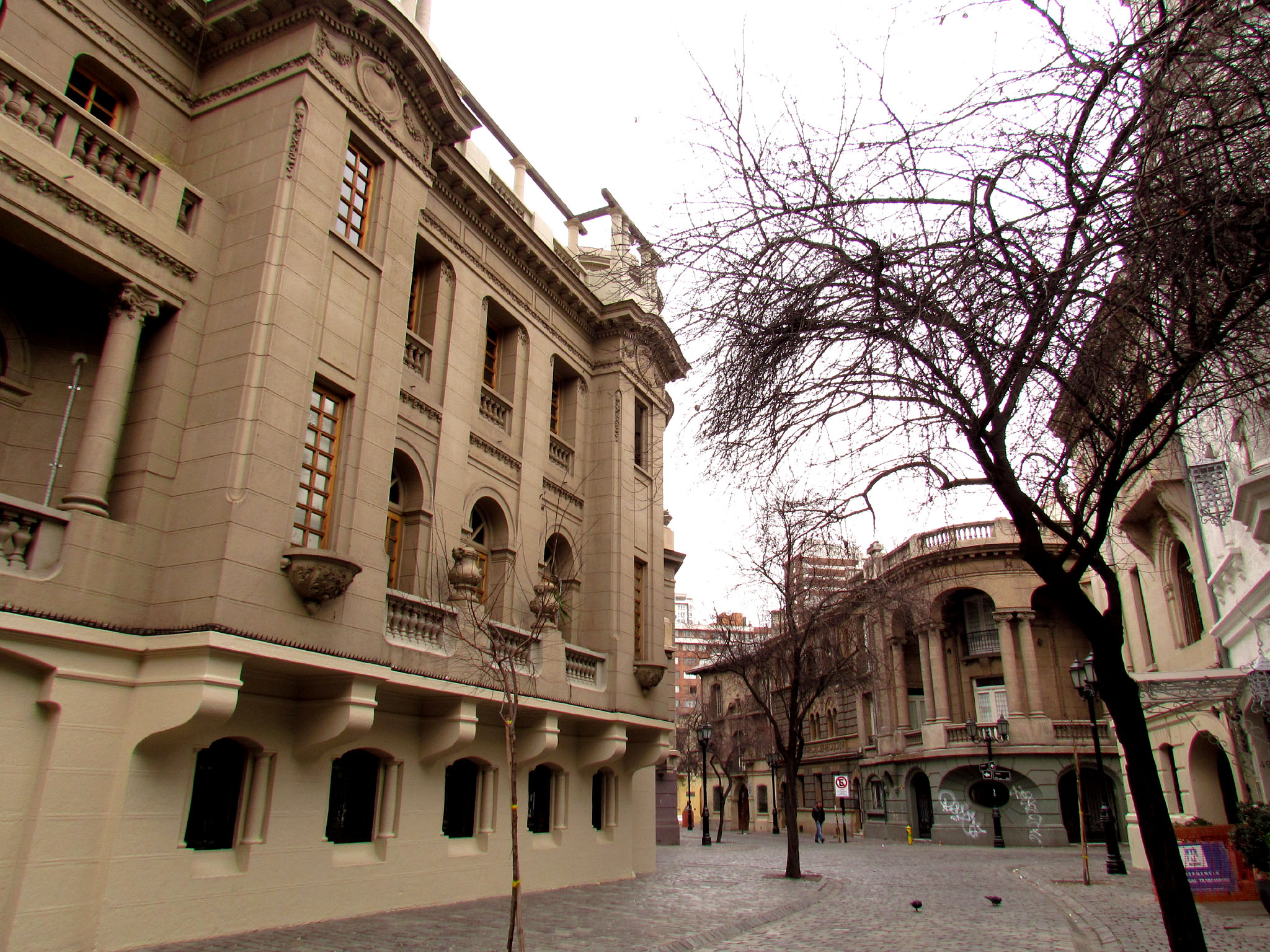
Vista del barrio.

El Barrio París-Londres es un barrio ubicado en Santiago de Chile, dentro de la comuna homónima en su sector céntrico. Una de sus características es su marcado estilo arquitectónico europeo y sus sinuosas calles estrechas de adoquines. Fue diseñado por Ernesto Holzmann hijo y padre.

## Historia
Los terrenos actuales donde se asienta el barrio pertenecían a los frailes franciscanos de la Iglesia de San Francisco, ubicada en la intersección de la Alameda del Libertador Bernardo O'Higgins y San Francisco. A comienzos del siglo XX, los problemas económicos de la Iglesia la obligaron a poner a la venta aquellos predios céntricos y agrícolas a particulares. La situación fue conocida por autoridades de la época (década de 1920) y decidieron adquirir parte de los terrenos, encargándole a famosos arquitectos del Viejo Continente a diseñar y construir sus obras.

## Características
El sector se encuentra comprendido por el norte por la Alameda, al levante por calle San Francisco, al sur con la calle Alonso Ovalle y al poniente con la calle Serrano. Las calles interiores, como París y Londres, tienden a ser sinuosas, en cambio las calles exteriores son rectas, como San Francisco, Serrano y Padre Alonso de Ovalle. Las construcciones no superan las cinco plantas de altura y las calles interiores son empedradas con adoquines.
El comercio es muy escaso y es más bien un lugar de turismo, pues los hostales abundan y la mayoría de los edificios son lugares de trabajo y vivienda.

### Edificios destacados
En la zona se ubican una serie de edificios que merecen cierta mención:
- En la intersección de las calles París y Londres está ubicada la sede del Partido Radical de Chile, que también sirvió como sede a la Concertación de Partidos por la Democracia, coalición política de centro izquierda. En este lugar se realizaban las reuniones de coordinación los días lunes y las conferencias de prensa de la coalición.
- En la calle París, específicamente en el número 873, se encuentra ubicada la actual sede del Partido Socialista de Chile (PS)
- En la calle Londres, específicamente en el número 43, se encuentra ubicada la actual sede del Partido Liberal de Chile (PL) y del Partido por la Democracia (PPD), y antiguamente el Instituto Igualdad del PS y la Juventud Socialista.
- En la calle Londres, perpendicular a la Alameda, se encuentra la actual sede del Instituto O'Higginiano, en el número 40. El inmueble fue declarado Monumento Histórico de Chile.
- En la calle Londres 65 se encuentra el Instituto Chileno de Investigaciones Genealógicas, donde además funciona su biblioteca especializada en genealogía chilena.
- En Londres 38 se ubica el ex centro de represión y exterminio que funcionó durante 1973-1975.

## Galería
|              |
| Calle París. |

|                |
| Calle Londres. |

|                           |
| Sede del Partido Radical. |

|                             |
| Nomencladores en el barrio. |

|             |
| Londres 38. |